# 竜王村 (佐賀県)
竜王村（りゅうおう / りゅうお むら）は、佐賀県杵島郡にあった村。現在の杵島郡白石町の一部にあたる。

## 地理
白石平野の南部、廻里江川の下流西岸に位置していた。
- 海洋：有明海[2]
- 山岳：杵島山、白岩山[2]

## 歴史
- 1889年（明治22年）4月1日、町村制の施行により、杵島郡深浦村、坂田村が合併して村制施行し、竜王村が発足[1][2]。旧村名を継承した深浦、坂田の2大字を編成[2]。
- 1955年（昭和30年）4月1日、杵島郡錦江村と合併し、有明村を新設して廃止された[1][2]。合併後、有明村大字深浦・坂田となる[2]。

### 地名の由来
地内に所在の竜王神社にちなむ。

## 産業
- 農業[2]